# 1777 Ґерельс
1777 Ґерельс (1777 Gehrels) — астероїд головного поясу, відкритий 24 вересня 1960 року.
Тіссеранів параметр щодо Юпітера — 3,400.